# Aeroportul Internațional Nouadhibou
Aeroportul Internațional Nouadhibou (în franceză Aérodrome de Nouadhibou; în arabă مطار نواذيبو الدولي) (IATA: NDB, ICAO: GQPP) este un aeroport din Regiunea Dakhlet Nouadhibou, Mauritania ce deservește zona Nouadhibou. A fost numit după zona deservită.
Situat la o altitudine de 3 m, aeroportul dispune de 1 pistă.

## Infrastructură

### Piste
Aeroportul dispune de o singură pistă. Pista 02/20 are suprafața de asfalt și dimensiunile 2.425 m × 45 m. 